# كون جونغ-هيون
كون جونغ-هيون (الكورية: 권용현) هو لاعب كرة قدم كوري جنوبي في مركز الدفاع، ولد في 23 أكتوبر 1991 في كوريا الجنوبية. لعب مع جيجو يونايتد.

## وصلات خارجية
- كون جونغ-هيون على موقع دوري كوريا الجنوبية (الإنجليزية)